# ¿Qué es el Tercer Estado?
¿Qué es el Tercer Estado? (en francés: Qu'est-ce que le Tiers-État ?) es un texto político escrito por el eclesiástico y político francés Emmanuel Joseph Sieyès en enero de 1789, ante la convocación de los Estados Generales.

## Contexto
A finales de 1788, de cara a la reunión de los Estados Generales, el poder real toma algunas medidas – elección de los representantes del Tiers État y redacción de cuadernos de quejas por las tres órdenes, clero, nobleza y tiers état - que servirán los designios del tercer estado. Por primera vez tendrá ocasión de organizarse y plantear claramente sus puntos de vista. En consecuencia, la literatura política se multiplica durante el invierno 1788-89, gracias a cierta libertad de prensa tácita. Se publican más de 5000 ensayos, tratados y panfletos. Pero el folleto de Sieyés, publicado en librería de forma anónima a la vez que se convocaban los Estados Generales, será el que más éxito cosechó.

## Reseña
En este texto, el autor escribe que el Tercer Estado es una nación completa y que no necesita a los otros dos estamentos: el clero y la nobleza. El texto es un panfleto escrito como respuesta de Sieyès a la invitación del ministro Jacques Necker a los escritores sobre la organización de los Estados Generales de 1789. Sieyès propone que estos deben organizarse con:
1. Representantes genuinos en los Estados Generales.
2. Doble número de representantes para el Tercer Estado.
3. Voto por persona, y no por estamento.

Las dos primeras condiciones fueron finalmente garantizadas por el ministro Necker, quedando la tercera para ser discutida en los propios Estados Generales. Finalmente, el desacuerdo sobre esta cuestión llevó al Tercer Estado a autoproclamarse Asamblea Nacional.
El texto lanzó a la fama a Sieyès, permitiéndole ser elegido para los Estados Generales como vigésimo y último representante de París.
El texto, de poco más de 125 páginas, delinea su intención y significado desde el primer párrafo. Dice Sieyès:

"El plan de este escrito es bastante sencillo. Debemos responder a tres preguntas:
1. ¿Qué es el Tercer Estado? Todo.
2. ¿Qué ha sido hasta el presente en el orden político? Nada.
3. ¿Qué es lo que pide? Llegar a ser algo”.

La segunda parte, menos conocida, es la más importante ya que define los objetivos por conseguir y la estrategia a seguir. Sieyés detalla:

1. Lo que el gobierno ha intentado y lo que proponen los privilegiados en favor del Tercer Estado.
2. Lo que deberíamos haber hecho.
3. Lo que le queda por hacer al Tercer Estado para ocupar el sitio que le corresponde.

Denuncia los intentos de reforma de los gobiernos recientes y ataca a los notables que en 1787 defendieron sus intereses y privilegios en contra de la nación. Declara que hay que elaborar una constitución y que los estados generales son incompetentes para tomar decisiones sobre este tema. Este derecho sólo pertenece a la nación. Termina diciendo que es necesario que el Tercer Estado se disocie del clero y de la nobleza y forme una asamblea nacional.
Si el texto se muestra intolerante con la nobleza, muestra cierta benevolencia hacia el clero y no cuestiona el papel del rey.